# Tanch'ŏn-gun
Tanch'ŏn-gun (koreanska: 단천군) är en kommun i Nordkorea.   Den ligger i provinsen Hamnam, i den östra delen av landet, 300 km nordost om huvudstaden Pyongyang.